# Einfache Gesellschaft
Eine einfache Gesellschaft (eG) (französisch Société simple, italienisch Società semplice) ist im schweizerischen Gesellschaftsrecht eine Rechtsform für die Erreichung eines gemeinsamen Ziels, das grundsätzlich kein kaufmännisches Unternehmen darstellt, durch mehrere natürliche Personen und/oder juristische Personen. Es handelt sich also um eine Personengesellschaft oder um eine sogenannte Rechtsgemeinschaft – zwei Begriffe, die im schweizerischen Gesellschaftsrecht synonym verwendet werden.

## Rechtsgrundlagen
Die wichtigste Rechtsgrundlage der einfachen Gesellschaft stellt der 23. Titel (Art. 530 bis 551) des schweizerischen Obligationenrechts (OR) dar. Auf einzelne Sachverhalte sind zudem bestimmte Bestimmungen aus den anderen Bereichen des OR anzuwenden, namentlich insbesondere jene des Allgemeinen Teils des OR.

## Definition
Der Gesetzgeber hat sich bei der Definition in Art. 530 OR auf eine Mischung aus einer positiven und einer negativen Definition entschieden. Gegenüber anderen, nicht gesellschaftsrechtlichen Vertragsverhältnissen definiert sie sich in Abs. 1 des Artikels als „vertragsmässige Verbindung von zwei oder mehreren Personen zur Erreichung eines gemeinsamen Zwecks mit gemeinsamen Kräften oder Mitteln“. Gegenüber den anderen Gesellschaftsformen statuiert Abs. 2 des Artikels jedoch eine negative Definition, so ist jede Gesellschaft eine einfache Gesellschaft, sofern sie nicht die Voraussetzungen einer anderen Gesellschaftsform erfüllt.
In der Praxis ist vor allem die Abgrenzung zu den sonstigen Vertragsverhältnissen wie eines Kaufvertrags oder dem blossen Parallelverhalten wichtig. Das Kriterium ist hierbei der animus societatis, also der gemeinsame Wille einen gemeinsamen Zweck mit gemeinsamen Mitteln zu erreichen.

## Gründung
Die Gründung einer einfachen Gesellschaft erfolgt durch gegenseitige übereinstimmende Willensäusserung (Art. 1 OR), da es sich um ein Vertragsverhältnis handelt. Die Willensäusserung muss alle wesentlichen Punkte umfassen und kann dabei formlos sowohl ausdrücklich als auch stillschweigend erfolgen, womit bereits konkludentes Verhalten für die Gründung einer einfachen Gesellschaft genügt. In der Folge entsteht also immer dann eine einfache Gesellschaft, wenn eine Personenmehrheit ein gemeinsames Ziel erreichen will, auch wenn sie sich dessen nicht bewusst sind. Die Rechtsprechung zählt unter diese Definition insbesondere auch das Konkubinat.
Die negative Definition der einfachen Gesellschaft in Art. 530 Abs. 2 OR hat zudem zur Folge, dass sie auch das „Auffangbecken“ des Gesellschaftsrechts darstellt. Befindet sich also beispielsweise eine Kapitalgesellschaft in Gründung, so handelt es sich bis zum Erfüllen aller Voraussetzungen der jeweiligen Rechtsform der Kapitalgesellschaft um eine einfache Gesellschaft.
Entsprechend der weiten Definition ist die Bedeutung der einfachen Gesellschaft relativ gross. Zusätzliche Bedeutung erhält sie dadurch, dass die anderen Personengesellschaften für das Innenverhältnis der Gesellschaft in weiten Teilen auf die Regelung der einfachen Gesellschaft verweisen.

## Innenverhältnis

### Beitragleistung, Gewinn- und Verlusttragung
Jeder Gesellschafter hat gemäss Art. 531 OR einen Beitrag an die Erreichung des Gesellschaftszwecks zu leisten, sei es in Geld, Sachen, Forderungen oder Arbeit. Sofern die Gesellschafter nichts anderes bestimmen, sind die Beiträge in Art und Umfang gleich (Abs. 2).
Analog wird auch der Gewinn- und ein allfälliger Verlust zu gleichen Teilen unter den Gesellschaftern geteilt (Art. 532, 533 OR). Den Gesellschaftern steht es allerdings auch hier grundsätzlich frei, eine andere Regelung zu treffen.  Die Vereinbarung einer sog. „societas leonina“ (auch „Löwengesellschaft“ oder „Leonischer Vertrag“), wonach alle Gesellschafter sich am Verlust zu beteiligen haben aber bloss einem Einzigen der Gewinn zukommt, ist hingegen unzulässig. Wurde eine Regelung nur für Gewinne oder nur für Verluste getroffen, so gilt diese für beides (Art. 533 Abs. 2).

### Gesellschaftsbeschlüsse
Gemäss Art. 534 werden Gesellschaftsbeschlüsse einstimmig gefasst. Vereinbaren die Gesellschafter das Mehrheitsprinzip, so ist die Mehrheit nach der Personenzahl zu berechnen. Gemäss herrschender Lehre ist aber auch diese Bestimmung nicht zwingender Natur. Gemäss Art. 535 Abs. 3 OR sind die Bestellung eines Generalbevollmächtigten sowie Rechtshandlungen ausserhalb des gewöhnlichen Betriebs der Gesellschaft Gegenstand von Gesellschaftsbeschlüssen.

### Geschäftsführung
Alles was nicht den Gesellschaftsbeschlüssen vorbehalten ist, kann durch die Geschäftsführung erledigt werden. Zur Geschäftsführung ist jeder Gesellschafter ermächtigt (Art. 535 Abs. 1 OR), sofern nicht durch Vertrag oder Gesellschaftsbeschluss die Geschäftsführung bestimmten Gesellschaftern oder Dritten übertragen wurde. Jeder, der zur Geschäftsführung ermächtigt ist, kann gegen den Entscheid eines jeden anderen Geschäftsführenden sein Veto einlegen, sofern dieser noch nicht vollzogen wurde (Art. 535 Abs. 2 OR).
Der Geschäftsführende hat jene Sorgfalt walten zu lassen, die er auch in seinen eigenen Geschäften anwendet, ansonsten er den anderen Gesellschaftern Schadenersatz schuldet (Art. 538 OR). Bezieht der Geschäftsführende für seine Tätigkeit ein Entgelt, so ist ein strengerer Sorgfaltsmassstab anzuwenden (Art. 538 Abs. 3 OR).
Ist ein Gesellschafter nicht zur Geschäftsführung ermächtigt, so hat er ein unentziehbares und unverzichtbares Recht, sich persönlich vom Gang der Gesellschaftsangelegenheiten zu unterrichten und Einsicht in die Geschäftsbücher und die Papiere der Gesellschaft zu nehmen (Art. 541 OR).

### Treuepflicht
Da es den Gesellschaftern gemäss Art. 536 OR verboten ist, den Zweck der Gesellschaften zu beeinträchtigen oder zu vereiteln, da sie gemäss Art. 532 OR den Gewinn zu gleichen Teilen zu teilen haben und da gemäss Art. 541 OR eine Rechenschaftspflicht besteht, leitet die herrschende Lehre eine allgemeine Treuepflicht der Gesellschafter ab, auch wenn eine solche nicht ausdrücklich vorgesehen ist.

## Aussenverhältnis

### Aussenauftritt und Haftung
Die einfache Gesellschaft ist keine juristische Person und hat somit auch keine Rechtspersönlichkeit. Im Gegensatz zu anderen Instituten wie der Kollektivgesellschaft ist sie darüber hinaus auch weder handlungs-, prozess- noch betreibungsfähig. Die einfache Gesellschaft als solche kann also weder Verpflichtungen eingehen noch verpflichtet werden und verfügt auch nicht über ein Sondervermögen. Träger aller Rechte und Pflichten sind die Gesellschafter. Die Gesellschafter haften entsprechend für die Schulden der Gesellschaft primär, unbeschränkt und solidarisch (Art. 143 ff. OR).
Die einfache Gesellschaft hat auch keine Firma und kann nicht im Handelsregister eingetragen werden.

### Vertretungsmacht
Es gelten die Art. 543 und 544 OR sowie die Regeln über die allgemeine Stellvertretung in Art. 32 bis 40 OR. Demzufolge kann jeder Gesellschafter die einfache Gesellschaft gegenüber Dritten verpflichten, wenn dieser im Namen der Gesellschaft handelt und die Vertretungsbefugnis hierzu hatte. Letztere wird vermutet, wenn er zur Geschäftsführung ermächtigt ist. Die Vertretungsbefugnis fehlt, wenn ein anderer Geschäftsführender sein Veto gegen einen Entscheid eingelegt hatte. Den Gesellschaftern steht es zudem frei, die Handlung des nicht vertretungsbefugten Gesellschafters nachträglich zu genehmigen. Handelt der Gesellschafter hingegen im eigenen Namen, so wird die Gesellschaft gegenüber Dritten niemals verpflichtet. Eine Stellvertretung für die Begehung unerlaubter Handlungen ist ausgeschlossen.

## Gesellschafterwechsel und Auflösung
Die Gesellschaft wird aufgelöst, wenn einer der in Art. 545 OR genannten Gründe eintritt. Namentlich kommen insbesondere die Erreichung des vereinbarten Zwecks, der Ablauf der vereinbarten Dauer sowie gegenseitige Übereinkunft. Wurde der Austritt eines Gesellschafters nicht ausdrücklich geregelt, so wird die Gesellschaft zudem bei Tod oder Kündigung eines Gesellschafters aufgelöst. Letzteres ist allerdings auch nur möglich, wenn die Gesellschaft auf unbegrenzte Dauer geschlossen wurde oder die Kündigung ausdrücklich vorgesehen ist (Art. 546 OR). Die Aufnahme eines neuen Gesellschafters ist hingegen jederzeit möglich, wenn alle Gesellschafter zustimmen (Art. 542 OR). Für die Haftung eines aus- oder eintretenden Gesellschafters gilt Art. 181 OR. Ein Ausschluss eines Gesellschafters gegen dessen Willen ist nicht möglich.

## Liquidation
Ist ein Auflösungsgrund eingetreten, so wird die Gesellschaft liquidiert. Zuerst werden alle ausstehenden Verbindlichkeiten gegenüber Dritten sowie allfällige Auslagen und Verwendungen der Gesellschafter beglichen. Verbleibt am Ende ein Liquidationsüberschuss oder -verlust, ist dieser wie Gewinn respektive Verlust unter den Gesellschaftern zu teilen (Art. 549 OR). Naturaleinlagen der Gesellschafter sind nur nach dem Einlagewert zurückzuerstatten, es besteht kein Anspruch auf Rückleistung in natura (Art. 548 OR). Die Liquidation ist durch alle Gesellschafter eingeschlossen jener, die von der Geschäftsführung ausgeschlossen waren, durchzuführen, es sei denn, sie wird auf einzelne Gesellschafter oder Dritte übertragen (Art. 550 OR).

## Rechtsvergleichung und Stille Gesellschaft
Die Pendants der einfachen Gesellschaft im deutschen und österreichischen Gesellschaftsrecht sind die Gesellschaft bürgerlichen Rechts (GbR) respektive die Gesellschaft nach bürgerlichem Recht (GesnbR). Während diese Gesellschaftsformen im Grundsatz ebenfalls als Personengesellschaft zur Erreichung eines gemeinsamen Ziels, das kein kaufmännisch geführtes Gewerbe sein darf, ausgestaltet sind, wird im deutschen Recht mittlerweile eine Teilrechtsfähigkeit inklusive Prozessfähigkeit der GbR angenommen, womit deren Anwendung noch deutlich weitergeht als der einfachen Gesellschaft.
Im Gegensatz zum deutschen und österreichischen Gesellschaftsrecht kennt das Schweizer Recht keine Stille Gesellschaft. Es ist jedoch möglich, eine einfache Gesellschaft als stille Gesellschaft auszugestalten. Es ist dabei zu beachten, dass der stille Gesellschafter sich nicht gegenüber Dritten verpflichten kann und entsprechend auch nur intern haftbar gemacht werden kann.